# Naturum

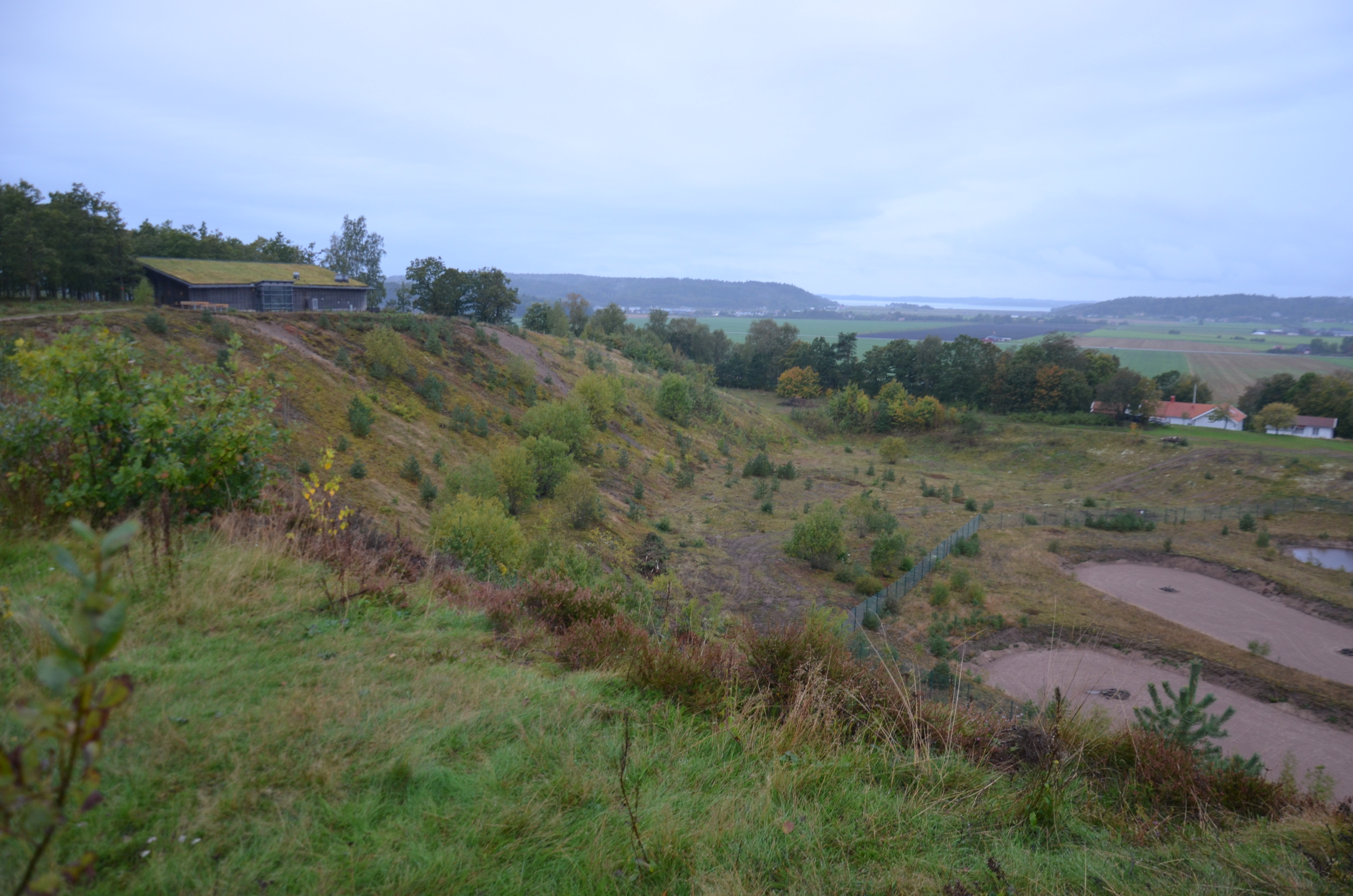
Naturum Fjärås Bräcka på kanten av det tidigare sandtaget.

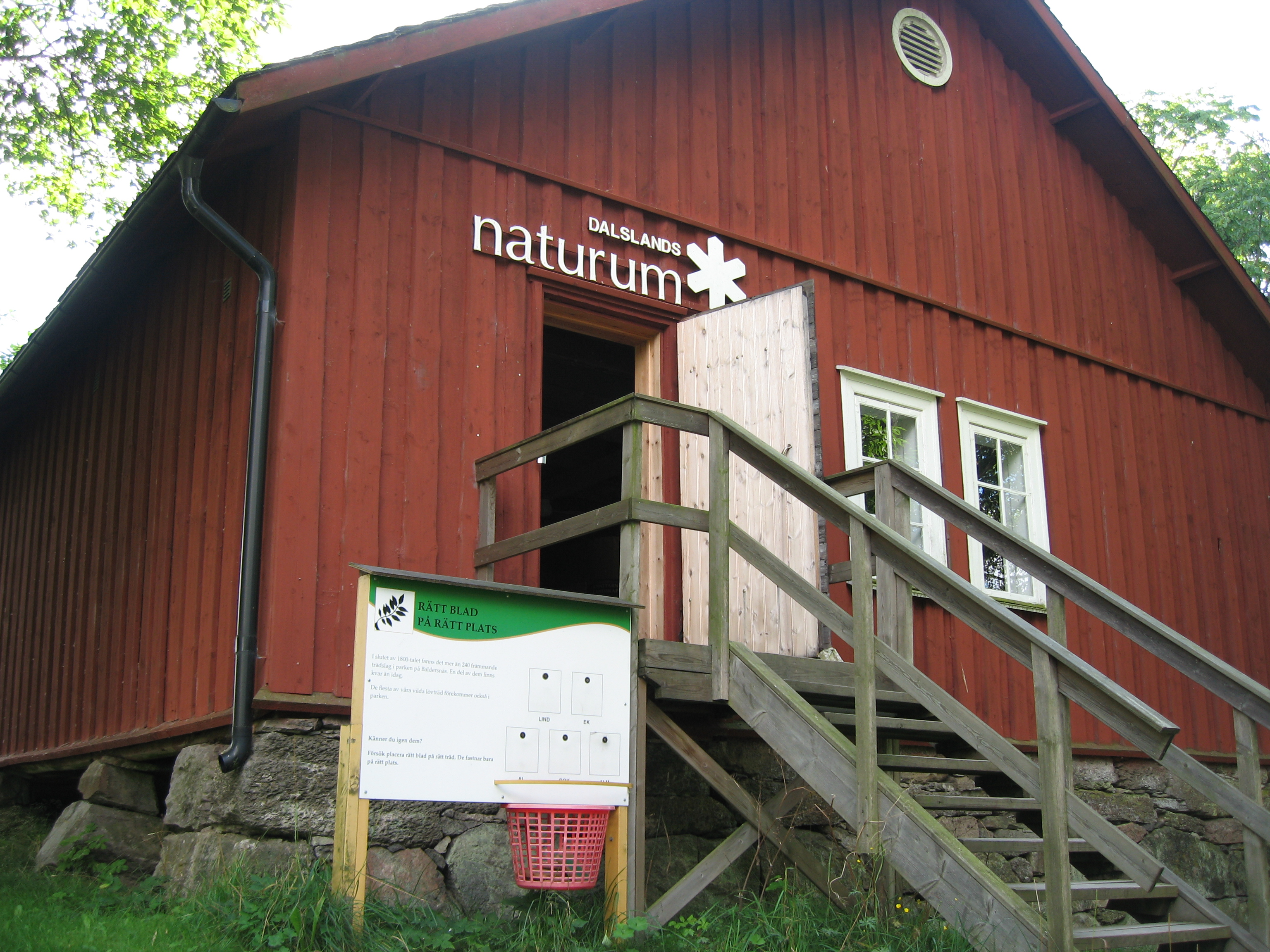
Dalslands naturum vid Baldersnäs.

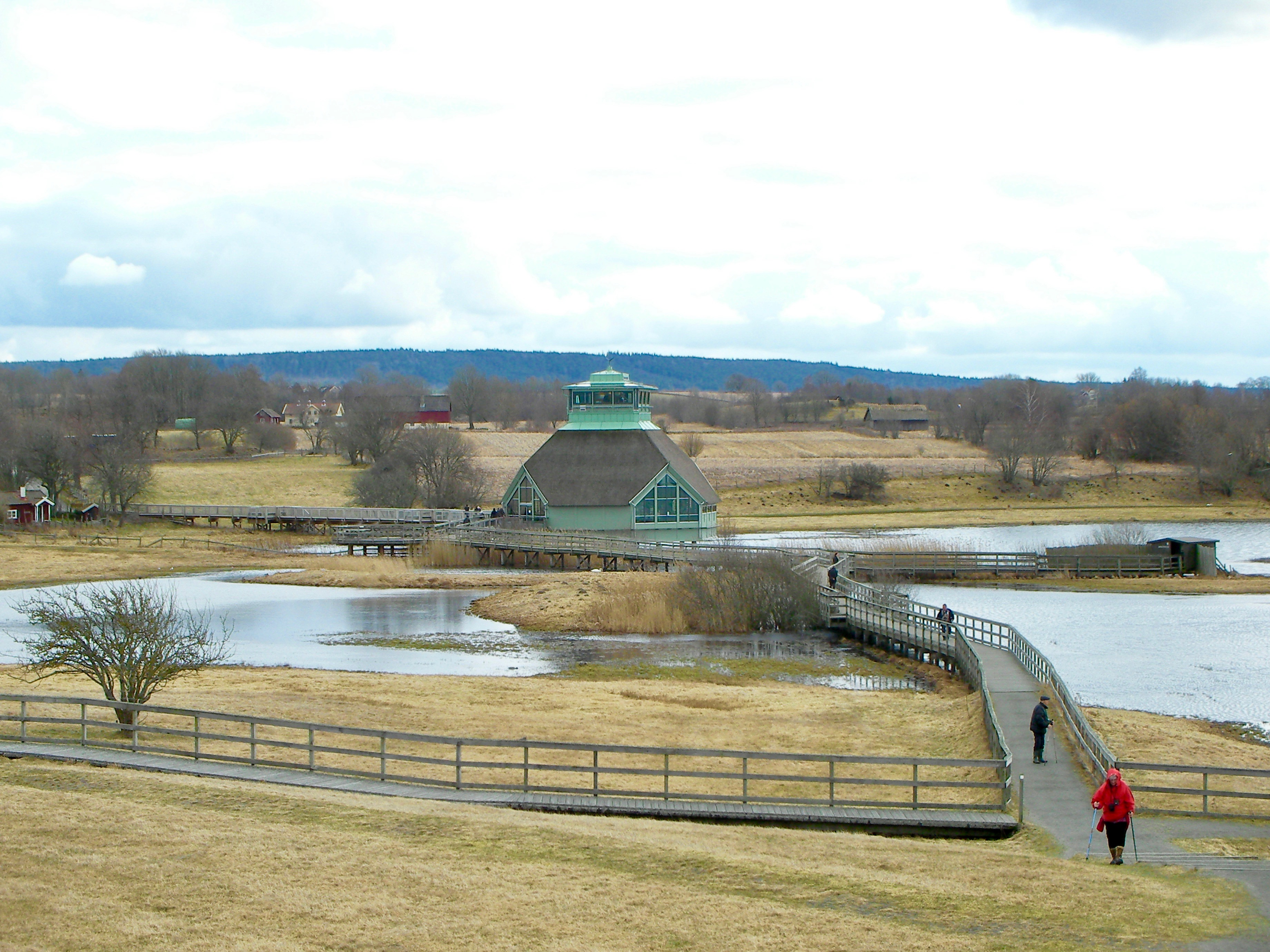
Naturum vid Hornborgasjön.

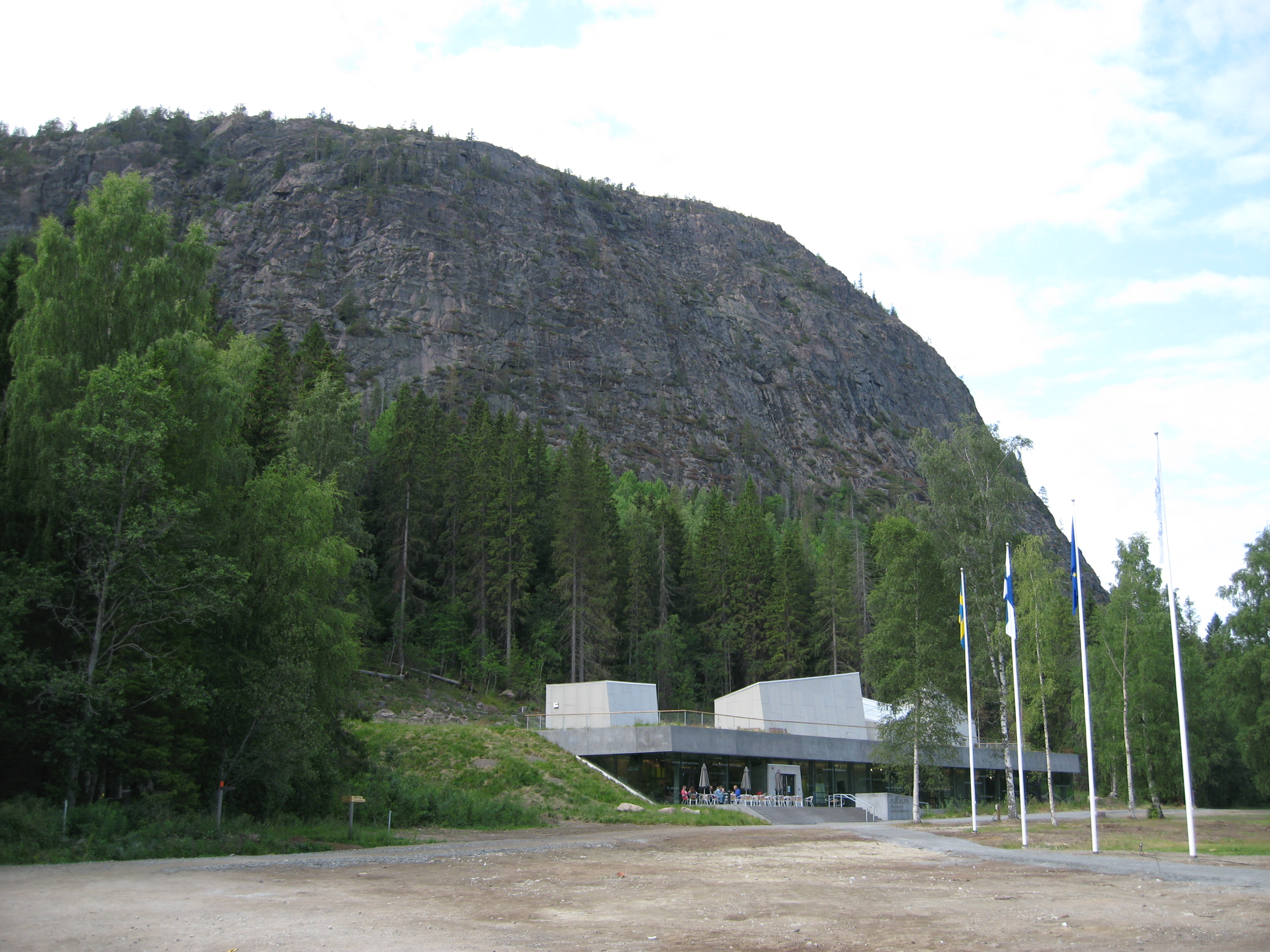
Naturum vid foten av Skuleberget.

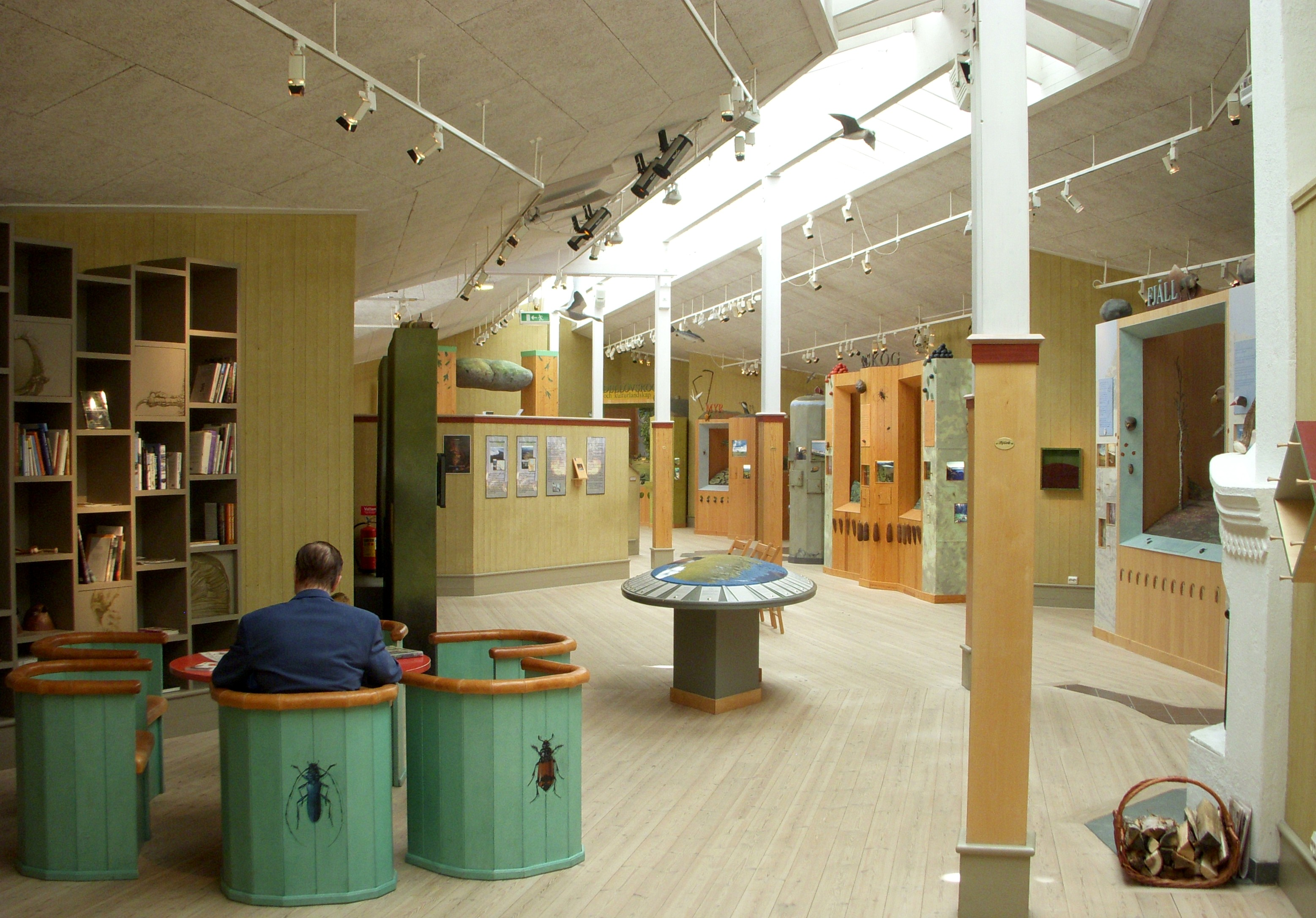
Tyresta naturum, interiör.

Ett naturum är ett besöks- och informationscentrum där besökaren får information om det lokala områdets geologi, flora, fauna och kulturhistoria. Det ska inspirera till friluftsliv och besök i den omgivande naturen.
I Sverige är "Naturum" ett av Naturvårdsverket inregistrerat varumärke för "naturum". Det innebär att en anläggning måste uppfylla nationella riktlinjer och teckna ett avtal med Naturvårdsverket för att få använda varumärket Naturum. De flesta naturum i Sverige drivs av länsstyrelser, kommuner och stiftelser. 
I Finland finns det naturum bland annat i anslutning till nationalparker.
Naturum startades i Sverige på initiativ av Naturvårdsverket. År 1973 öppnades de första  i Visby, på Öland och i Stocklycke på Omberg. Förebild var nature centres och visitor centres i Storbritannien och Nordamerika. År 2005 fanns det i Sverige omkring 45 naturum. År 2015 fanns det 32 naturum i Sverige, vilket det också fanns år 2023, då man firade 50 år sedan öppnandet av de första naturumen i Sverige.

## Naturum i Sverige
Naturum i Sverige enligt Naturvårdsverket 2023:
| Naturum Abisko                                                | Naturum Sommen                                                 |
| Naturum Blekinge (ligger i Ronneby brunnspark)                | Naturum Stendörren                                             |
| Naturum Dalarna (ligger i Siljansnäs naturreservat)           | Naturum Stenshuvud                                             |
| Naturum Fjärås Bräcka                                         | Naturum Store Mosse                                            |
| Naturum Fulufjället                                           | Naturum Söderåsen                                              |
| Naturum Färnebofjärden (ligger i Gysinge)                     | Naturum Trollskogen                                            |
| Naturum Getterön                                              | Naturum Tåkern                                                 |
| Naturum Gotland (ligger i Vamlingbo)                          | Naturum Vattenriket (ligger i Kristianstad)                    |
| Naturum Hornborgasjön                                         | Naturum Vindelfjällen Ammarnäs                                 |
| Naturum Höga Kusten (ligger vid Skuleberget)                  | Naturum Vindelfjällen Hemavan                                  |
| Naturum Kosterhavet (ligger på Sydkoster)                     | Naturum Vålådalen                                              |
| Naturum Kullaberg (ligger bredvid Kullens fyr)                | Naturum Vänerskärgården-Victoriahuset (ligger vid Läckö slott) |
| Naturum Laponia                                               | Naturum Värmland (ligger i Mariebergsskogen i Karlstad)        |
| Naturum Nationalparkernas hus (ligger i Tyresta nationalpark) | Naturum Västervik (ligger vid Kulbacken)                       |
| Naturum Ottenby                                               | Naturum Ånge (ligger i Borgsjöbyn)                             |
| Naturum Skrylle                                               | Naturum Öresund (ligger vid Ribersborgsstranden i Malmö)       |

## Tidigare Naturum i Sverige
Mellan 2005 och 2010 utförde Naturvårdsverket en utvärdering av naturumsanläggningarna för att höja deras  kvalitet. Resultatet blev att Naturvårdsverket ingick nya tidsbegränsade avtal med 25 naturum. År 2013 fanns det 31 naturum i Sverige. Ett trettioandra, Naturum Laponia, invigdes 2014 vid Stora Sjöfallet.
Naturum Falsterbo, som öppnade 2016, vid Falsterbo strandbad i Vellinge kommun stod i händelsernas centrum 2020–2021 när Moderaterna i Vellinge kommun beslöt sig för att avveckla verksamheten utan någon föregående omröstning i kommunfullmäktige. En folkomröstning genomfördes därför och Ja-sidan, som ville behålla naturum, vann stort. Den styrande majoriteten ansåg dock att valdeltagandet på 28 % var för lågt och därmed avvecklades naturumet.
Exempel på andra tidigare naturum är Naturum Kronoberg i Huseby och Brobacka i Alingsås.